# ジャックダニエル

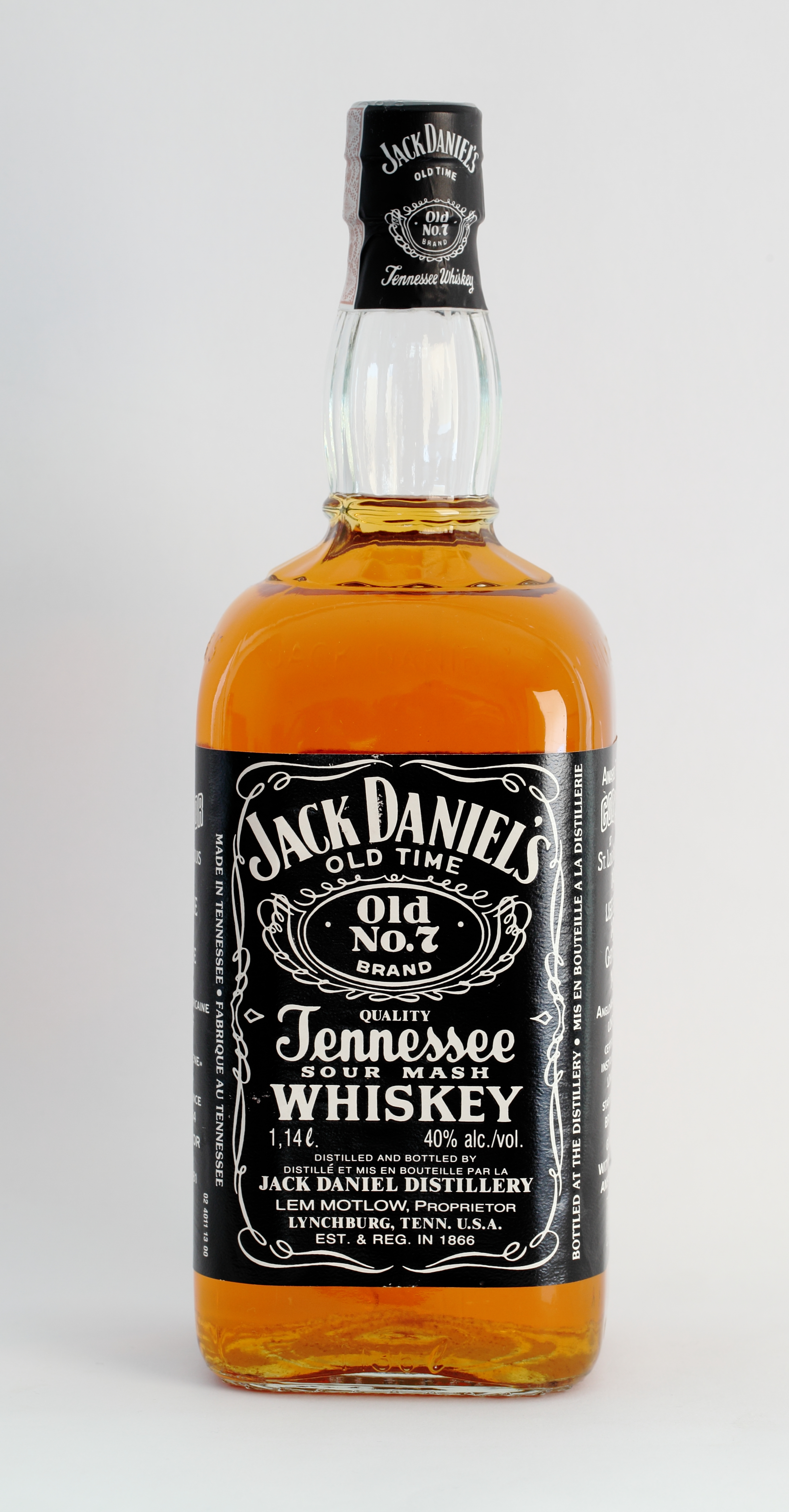
ジャックダニエル ブラック

ジャックダニエル（Jack Daniel's）は、アメリカ合衆国テネシー州リンチバーグ（Lynchburg）に本社を置く酒造メーカー。また、同社が製造するテネシー・ウイスキーの代表的な銘柄。いずれも、同社の創始者であるジャック・ダニエル（Jack Daniel）に由来する。同社は1957年よりケンタッキー州ルイビルにあるブラウンフォーマンの子会社となっている。
「ジャックダニエル」はかつての輸入元のサントリーアライドによる表記であるが、より原音に近い「ジャック・ダニエルズ」という表記が用いられることも多い。
1970年から、日本におけるジャックダニエルの輸入（1980年代には75cL瓶が8500円程度で市販されていた）を担当していたサントリーであるが、2012年12月をもってブラウンフォーマンとの契約期間終了に伴い、2013年1月からアサヒビールに輸入権が委譲され、アーリータイムズと共に移り変わった。2024年3月末をもってアサヒビールとの販売契約が終了し、同年4月よりブラウンフォーマンの日本法人であるブラウンフォーマンジャパン株式会社（2022年10月設立）が輸入販売を行なっている。
蒸留所は1972年にアメリカ合衆国国家歴史登録財に登録されている。

## 概要
1850年、テネシー州リンチバーグでジャスパー・ニュートン・"ジャック"・ダニエル（1850年 – 1911年）は貧困な家庭で生まれ、家族の友人に預けられ7歳からルター教会の牧師であり蒸溜所のオーナーであったダン・コール家に雇われる事となる。それをきっかけにジャック・ダニエルはダン・コールからテネシー・ウイスキー独自の製造法である原酒を樽詰めする前にサトウカエデの炭で濾過する「リンカーン郡製法」と呼ばれるチャコール・メローイング製法でのウィスキーの造り方を教わる。
1863年9月には牧師としての仕事に専念するためにダン・コールは、13歳であったジャック・ダニエルに蒸溜所を譲り、そこからジャック・ダニエルとしての本格的なウィスキー造りが開始される。1866年には自身で作ったウイスキーを自分の名前を刻んだ陶器のジャグに詰め込み販売を始め、同年に政府が酒類にも課税すると見込み蒸溜所を政府に登録し、アメリカにおいては初の政府公認の蒸溜所となる。
その後、1904年、ミズーリ州のセントルイスで開催されたセントルイス万国博覧会でオールドNo.7(後のブラックラベル)を出品し、世界各国のウィスキーの中で唯一金賞を獲得し、知名度も上がりそこから世界的に認められるようになる。
しかし、1919年にアメリカ政府によって禁酒法を施行され、50年以上続いた蒸溜所は事実上閉鎖へと追い込まれる事となる。禁酒法撤廃後にはジャック・ダニエルの甥であったレム・モトローによって再建されるが、彼の死後、蒸留所を継ぐものはおらず彼の家族によってアーリータイムズなども擁する酒類販売・製造企業のブラウン・フォーマン株式会社に買収され、現在に至る。
2016年には蒸留所の操業から150周年を迎えた。
ジャックダニエル社の本社があるムーア郡は禁酒郡（ドライ・カウンティ、dry county）のひとつで、禁酒法施行以来郡内での酒類の販売が禁止されており、蒸留所の見学ツアーでも試飲はできない。ただし州法の例外規定として蒸溜所の売店では観光客向けの少量販売が認められている。
大量のアルコールを貯蔵し、自社で炭焼きを行っていることから火災対策として創業間もない頃から消防団（自衛消防組織）を結成しており、現在ではフレイトライナー・トラックスの車両をベースにした大型消防車を配備している。

## 製法
原料はとうもろこし80％にライ麦、大麦麦芽を使用する。貯蔵するオーク樽はルイヴィルのブラウン・フォーマンクーパレッジで製造される。チャーリングの前にトースティングというジャックダニエル専用の低温焼入れ工程を行っている。樽は一度しか使われないが、廃棄せずにアイルランドの蒸留所へ送られスコッチウイスキーの熟成樽として再利用される。
サトウカエデの炭の生産は工場内で行われており、アルコール濃度70％のジャックダニエルの蒸留液を着火剤として使用している。チャコール・メローイング工程では細かくしたサトウカエデの炭を高さ3mの巨大な樽に敷き詰め、蒸留所から直接パイプで運ばれてきた蒸留液を濾過している。

## 主要製品
ジャックダニエル グリーン 40度 4年熟成（Green Label）
特定の場所の土産として売られている限定品。もっとも熟成期間が短い。
ジャックダニエル ブラック 40度 （Jack Daniel's Old No.7）
オールドNo.7の製法を受け継いでいるジャックダニエルの主力商品。
ジェントルマンジャック 40度（Gentleman Jack Rare Tennessee Whiskey）
樽熟成後にもう一度チャコール・メローイング製法により濾過し、風味付けを行ったウイスキー。
ジャックダニエル シングルバレル 45度（Jack Daniel's Single Barrel Tennessee Whiskey）
もっとも良い状態で熟成された樽を厳選し、他の樽のウイスキーを混ぜずに瓶詰を行ったウイスキー。
ジャックダニエル モノグラム 47度 （Jack Daniel's Monogram Tennessee Whiskey）
アメリカやシンガポールを中心とした免税店向けの限定品。デザイナーのマイケル・オズボーンによってボトルがデザインされた。
ジャックダニエル シルバーセレクト 50度（Jack Daniel's Silver Select）
シングルバレルの空港免税店向け限定品。原酒をそのまま樽から瓶詰するため、シングルバレルより度数が高い。モノグラムと同様にマイケル・オズボーンによってボトルがデザインされた。
ジャックダニエル テネシーハニー 35度（Jack Daniel's Tennessee Honey）
アメリカでは2011年より、日本では2013年より発売されている、ジャックダニエル ブラックに天然ハチミツを加えたリキュール（フレーバード・ウイスキー）。
ジャックダニエル ゴールド 40度 （Jack Daniel's No.27 Gold ）
2016年7月に日本でも発売。熟成＆チャコール・メローイング製法を経た後、シュガーメイプル（サトウカエデ）の新樽にて再度熟成させてから、2回目のチャコール・メローイング製法を行うことで、豊かなフレーバーとスムースさを表現したウイスキー。

## 逸話
ロックミュージシャンに愛飲者が多い。ガンズ・アンド・ローゼズのスラッシュは一時期、ボトルを常に持ち歩くほどのヘビー・ドランカーであり、モーターヘッドのレミー・キルミスターは『コーラのジャックダニエル割り』を愛飲していると言われる。元ヴァン・ヘイレンのマイケル・アンソニーは、ボディにジャックダニエルのラベルを描いたエレクトリックベースをライヴでよく使用していた。高見沢俊彦もボトルを模したギターをESPに特注している。一方、桜井賢はレミー・マルタン柄のベースを所有している。
2009年にはサントリーのキャンペーンで、ラベルを描いたギター（ESP製）がプレゼントされるというものがあった。ただしセミアコタイプで、高見沢のものとは別物である。

## スローガン
"IT'S NOT SCOTCH. IT'S NOT BOURBON. IT'S JACK."（「スコッチでもない。バーボンでもない。ジャック ダニエル」の対訳がCMで振られている）

## ギャラリー

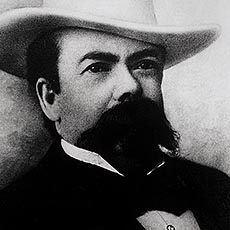
創設者のジャック・ダニエル
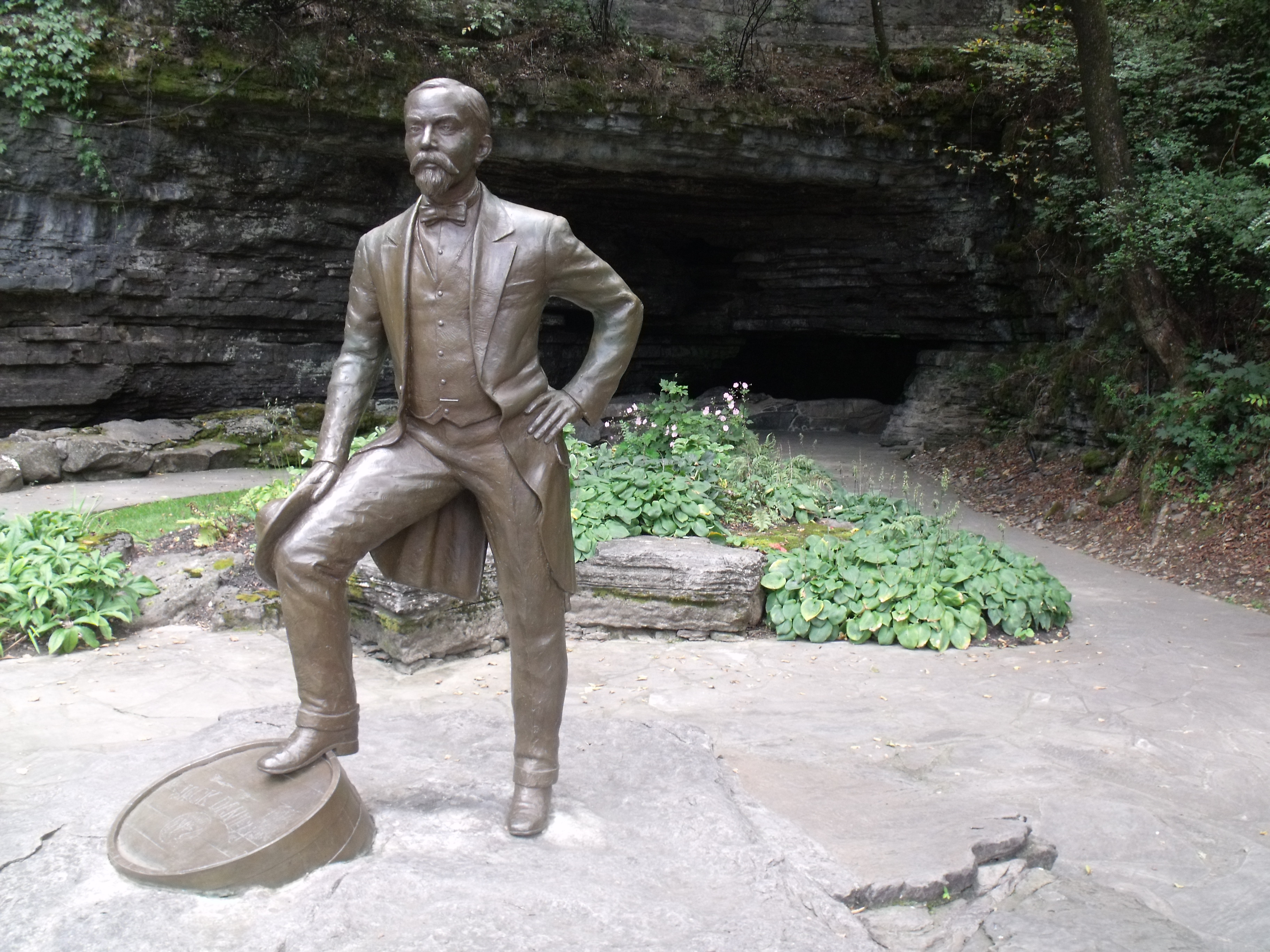
ジャック・ダニエルがウイスキー製造のために水を汲んだ泉の前にあるジャック・ダニエル像。現在では、洞窟からさらに150ヤードほど奥から汲み上げた水を使用している。(テネシー州リンチバーグ、ジャックダニエル蒸溜所）
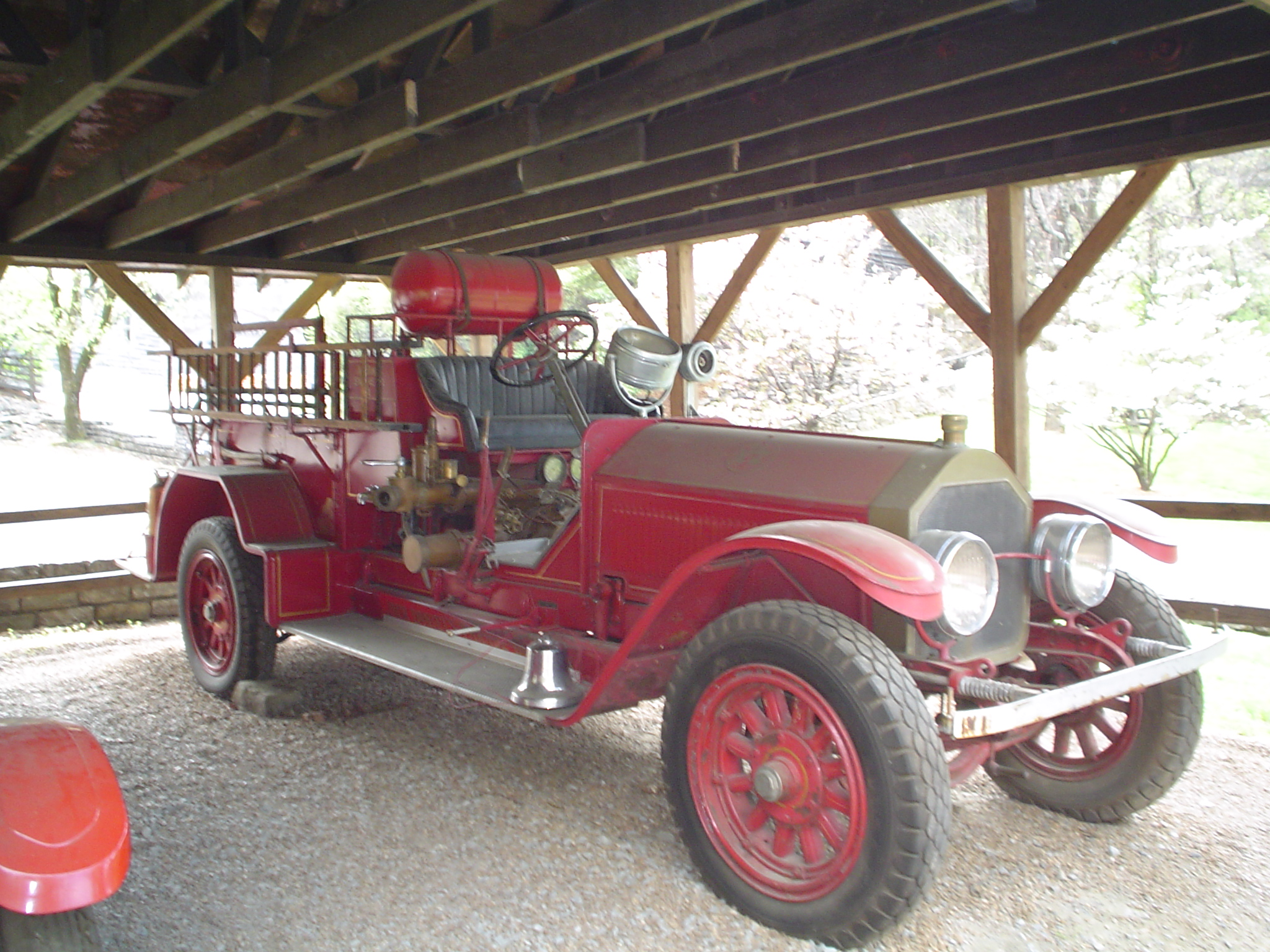
かつて使われていた消防車
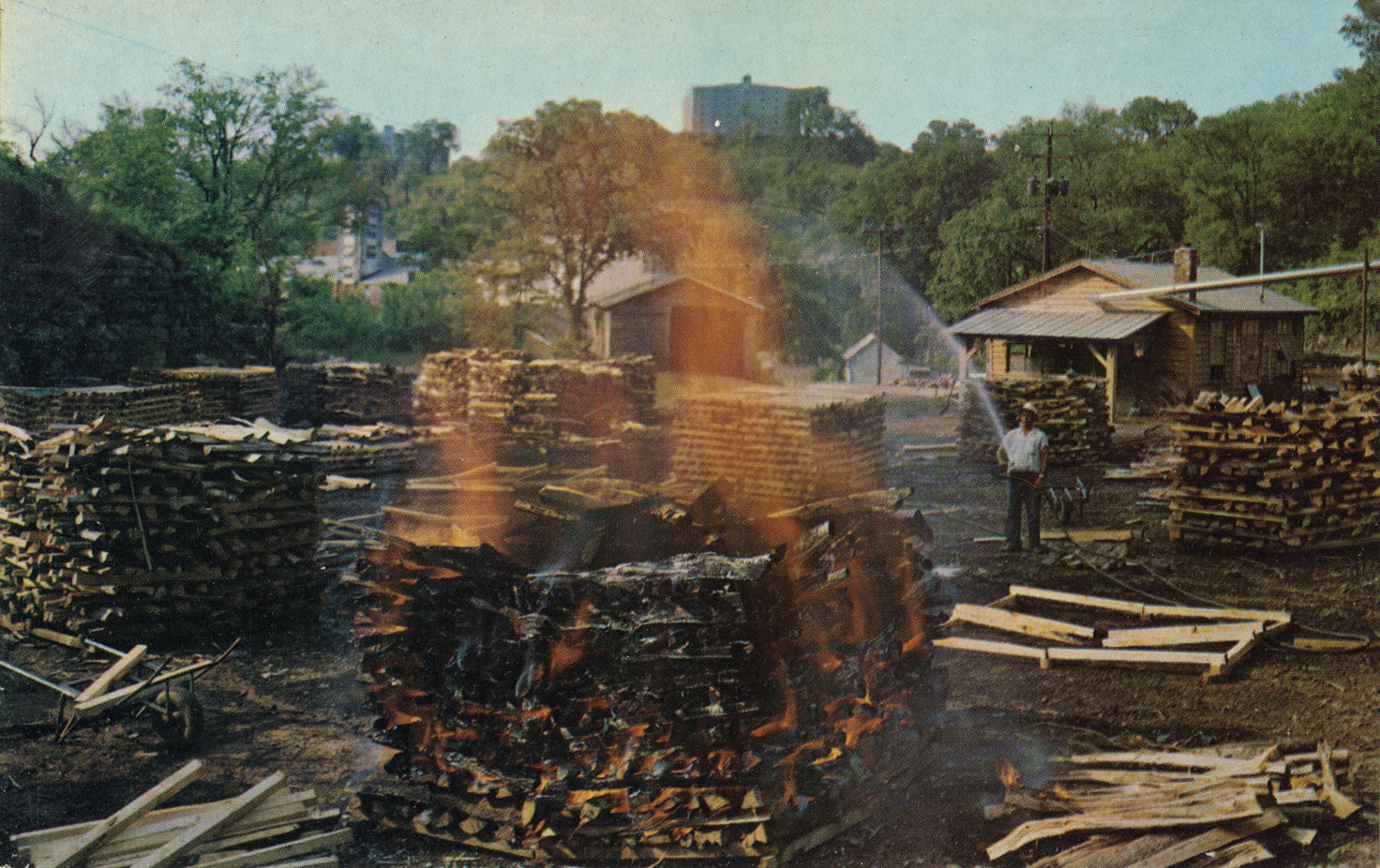
工場での炭焼き（1920 - 35年頃）
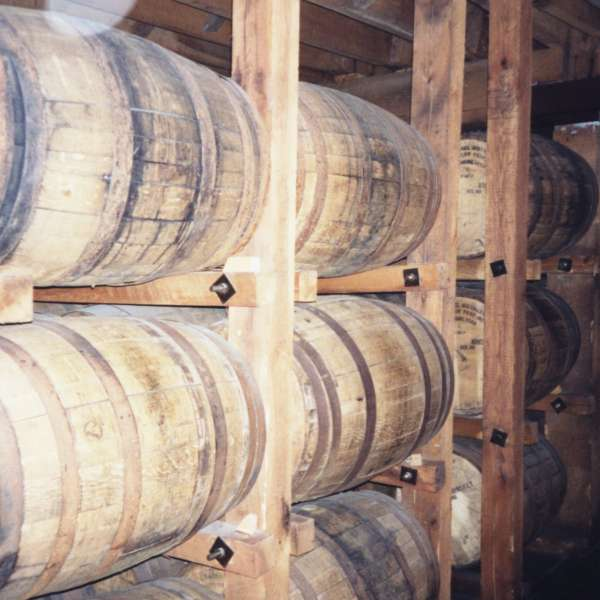
リンチバーグのジャック・ダニエル蒸溜所に並ぶウイスキー樽
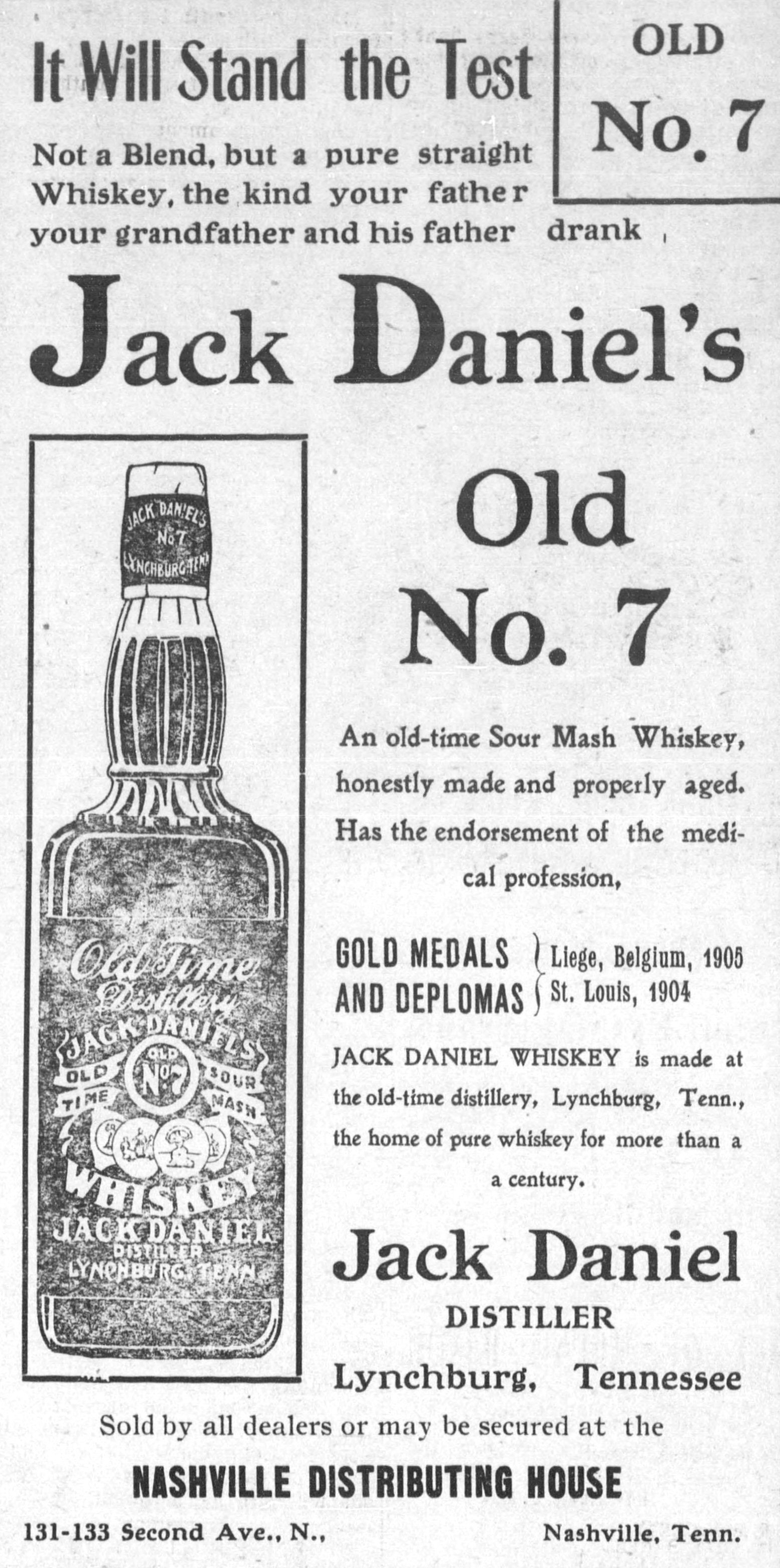
Ad for Old No. 7 from a May 1908 issue of The Nashville Globe